# Urena
- Commons
- Wikispecies

Urena L. é um género botânico pertencente à família Malvaceae.
A variedade Urena lobata é popularmente chamada de guaxima.

## Espécies
- Urena lobata (guaxima)
- Urena sinuata
- «Lista completa»

## Classificação do gênero
| Sistema | Classificação                        | Referência               |
| ------- | ------------------------------------ | ------------------------ |
| Linné   | Classe Monadelphia, ordem Polyandria | Species plantarum (1753) |